# 哈尔伯蒙德
哈尔伯蒙德是德国下萨克森州的一个市镇。总面积6.55平方公里，总人口1073人，其中男性518人，女性555人（2011年12月31日），人口密度164人/平方公里。